# -ònim
-ònim és un sufix que prové del grec onoma, que vol dir ‘nom’. És bàsic per a la lingüística perquè s'usa per designar la majoria de les relacions entre paraules.
Les paraules més importants que contenen aquest sufix són:
- acrònim: paraula formada amb les inicials d'altres paraules.
- anònim: sense autor conegut o declarat.
- antònim: paraula que designa el contrari d'una altra.
- antropònim: nom de persona.
- corònim: nom d'una regió o país.
- criptònim: nom en codi.
- epònim: anomenat així en funció d'una altra persona.
- exònim: nom donat a alguna cosa d'una comunitat lingüística pels parlants d'una altra comunitat (acostuma a ser una traducció).
- glotònim: nom d'una llengua.
- hagiònim: nom de sant.
- hagiotopònim: topònim que consta del nom d'un sant.
- hidrònim: nom de riu, de riera, de llac, etc.
- hiperònim: paraula que agrupa pel seu significat moltes d'altres.
- hipònim: contrari d'hiperònim
- homònim: paraula que s'escriu o sona igual que una altra però té diferent significat.
- matrònim: nom de família matern
- numerònim: paraula que s'escriu amb nombres
- orònim: nom de muntanya o de serralada.
- parònim: una paraula que té relació amb una altra perquè posseeixen significants similars.
- patrònim: nom de família patern
- pseudònim: malnom o apel·latiu per amagar la vertadera identitat.
- sinònim: paraula amb un significat semblant a una altra.
- teònim: nom d'un déu.
- topònim: nom d'un lloc.